# Dimensions de la conscience historique
Dimensions de la conscience historique est un livre du sociologue français Raymond Aron paru en 1961.